# 레이턴 베인스
레이턴 존 베인스(Leighton John Baines, 1984년 12월 11일, 잉글랜드 커크비 ~ )는 잉글랜드의 전 축구 선수이다. 그의 포지션은 수비수로, 왼쪽 풀백이다.

## 선수 경력

### 클럽
2002년에 위건에서 데뷔하여, 곧 1군 주전멤버로 자리잡은 베인스는 프리미어리그에서 뛰어난 활약을 선보이게 된다. 맨유, 아스널, 에버턴의 관심을 받던 그는 2005년 2월에 위건과 재계약 하고 2006-07 시즌까지 위건의 선수로 뛰었다. 2007년 여름이적시장을 통해서 600만 파운드의 이적료로 에버턴으로 이적한 베인스는 2019-20 시즌을 기준으로 13시즌째 에버턴 선수로 뛰었다.

### 국가대표
잉글랜드 U-21에서 16경기를 출장한 기록이 있으며 2009년 3월 처음으로 성인 잉글랜드 국가대표팀에 소집되었다. 이후 2010년 3월 3일에 웸블리 경기장에서 열린 이집트 축구 국가대표팀과의 친선 경기에서 국가대표 첫 경기를 가졌고 그 경기에서 풀 타임을 소화하며 팀의 3-1 승리에 기여했다. 2010년 남아공 월드컵을 앞두고 선수 선발 명단 30인 안에 들었지만 최종 23인 명단에는 들지 못하며 월드컵 출전의 기회는 잡지 못했다.

## 플레이 스타일
에버턴에 처음 입단하였을땐 공격력에 비해 현저히 부족한 수비력으로 수많은 비난을 들어야 했으나, 데이비드 모예스감독의 조련으로 리그에서 넘버원 윙백으로 성장하였다. 그의 크로스는 매우 정확하며 수비 또한 매우 영리하다. 또한 세트피스 키커로써 프리킥과 코너킥에 능하며 윙백으로서 연계나 빌드업은 EPL내에서는 최고로 꼽혔다.